# Лифшиц, Эммануил Абрамович
Эммануил Абрамович Лифшиц (1935 — 3 июля 2008) — советский раллийный гонщик и штурман, Заслуженный мастер спорта СССР (1974).

## Биография
Работал слесарем-обкатчиком на МЗМА. В автогонках принимал участие с 1953 года.
В декабре 1967 года должен был принять участие в ралли «Эфиопия», в качестве штурмана Александра Ипатенко. Гонка происходила на фоне египетско-израильской войны, и Эммануила Лифшица не выпустили на соревнование в целях безопасности.
Неоднократный чемпион СССР, участник ралли-марафонов «Лондон — Сидней» 1968 года и «Лондон — Мехико» 1970 года, серебряный призёр Ралли «Сафари-Аргунгу»-1973 (Нигерия).
Более 40 лет выступал на автомобилях «Москвич» в качестве пилота, механика, инженера команды.